# Беленешть (Олт)
Беленешть, Беленешті (рум. Bălănești) — село у повіті Олт в Румунії. Входить до складу комуни Мерунцей.
Село розташоване на відстані 130 км на захід від Бухареста, 22 км на південний схід від Слатіни, 53 км на схід від Крайови.

## Населення
За даними перепису населення 2002 року у селі проживали 1613 осіб, усі — румуни. Усі жителі села рідною мовою назвали румунську.